# Il mestiere della vita
Il mestiere della vita è il sesto album in studio del cantautore italiano Tiziano Ferro, pubblicato il 2 dicembre 2016.
L'album è stato realizzato anche in lingua spagnola con il titolo El oficio de la vida e pubblicato il 10 marzo 2017.

## Descrizione
Settimo album complessivo del cantautore, Il mestiere della vita viene pubblicato a cinque anni di distanza dall'ultimo album in studio L'amore è una cosa semplice ed è composto da 13 brani caratterizzati da una grande ricchezza sonora e da testi che scavano nell'intimità di un nuovo corso della sua vita, registrati tra Los Angeles e Milano con la produzione di Michele Canova Iorfida. Riguardo al disco Ferro ha dichiarato: 

Sulla copertina dell'album viene mostrato Tiziano Ferro in primo piano con sullo sfondo una ricostruzione urbana surreale che si ispira alla città di Los Angeles; il fotografo è Paolo De Francesco. Riguardo alla copertina Tiziano dichiara: 

### Antefatti
Il 22 dicembre 2015, in conclusione dell'ultima data de Lo stadio Tour, il cantautore ha rivelato che il successivo album di inediti sarebbe stato pubblicato il 2 dicembre 2016. Il 6 giugno 2016 sono stati svelati attraverso la pagina Facebook dell'artista il titolo del suo sesto album in studio e l'inizio delle registrazioni dei brani previste a Los Angeles, seguiti il 3 ottobre dalla rivelazione della copertina e il 27 dello stesso mese da quella della lista tracce. L'album è stato presentato in conferenza stampa ai giornalisti il 1º dicembre 2016 in un ristorante di Milano.

### I brani
In questo album sono nati sempre prima i testi delle musiche e trovano spazio sonorità pop, hip hop e R&B. In diversi brani del disco tornano temi che sono cari al cantautore da tempo, come il perdono (Ora perdona) o la paura e la rabbia (Casa è vuota). Tra gli autori figurano Baby K, Raige, Emanuele Dabbono, Tormento e Michael Tenisci.
Carmen Consoli duetta nel secondo singolo Il conforto; i due artisti avevano già collaborato nel 2010 alla realizzazione del singolo Guarda l'alba, pubblicato nell'album Per niente stanca. Riguardo alla cantautrice Ferro ha dichiarato: 

Il sopracitato Tormento duetta con Ferro in My Steelo, brano hip hop che rappresenta un tentativo dell'artista di riappropriarsi delle sue radici. I due infatti si conoscono da quando Ferro era corista dei Sottotono: 
Potremmo ritornare, considerato dal cantautore l'erede di Alla mia età, è dedicato ad una donna che l'artista non ha più accanto; per la sua stesura Ferro si è ispirato al testo di Non escludo il ritorno di Franco Califano. Quasi quasi rappresenta il desiderio dell'artista di fidarsi degli altri e potersi guardare allo specchio. Il brano d'apertura Epic era stato concepito come un duetto con Chris Brown, ma durante il processo di composizione della canzone, nel 2014, il cantante statunitense si trovava in carcere; Casa è vuota è stata scritta in un momento di rabbia, uscendo da una separazione, ed è una delle prime canzoni scritte per l'album, nonché adattamento italiano di un brano in lingua inglese composto in collaborazione con alcuni autori conosciuti a Los Angeles, attuale residenza del cantautore per la maggior parte dell'anno. Troppo bene (per stare male) viaggia tra sonorità hip hop e arrangiamenti con drum machine. In Valore assoluto Ferro presta la propria voce ad una canzone romantica, una perfetta fusione di ritmi pop e R&B. "Solo" è solo una parola rappresenta un inno alla rinascita e all'ottimismo nei confronti del futuro; Ferro rivolge le parole del brano a una persona con la quale ha avuto una relazione giunta però al termine. Il mestiere della vita è invece una ballata dalla netta impronta malinconica, attraverso la quale Tiziano si fa portatore di un messaggio di forza e coraggio: la capacità di comprendere che vivere potrebbe essere considerato come un mestiere, un lavoro su se stessi e sugli altri.
La versione spagnola dell'album, El oficio de la vida, include due nuovi duetti con artiste spagnole, Casi con Silvina Magari e El oficio de la vida con Vanesa Martín, ma esclude quello con la Consoli.

## Promozione
Il primo singolo estratto dall'album in Italia è stato Potremmo ritornare, che ha debuttato alla prima posizione della Top Singoli e il secondo Il conforto, in duetto con Carmen Consoli. Per questi due singoli sono state commercializzate anche le relative versioni in 7", uscite rispettivamente il 28 ottobre 2016 e il 14 aprile 2017. Il 21 aprile 2017 è stato estratto come terzo singolo Lento/Veloce, anch'esso distribuito in formato vinile ma con la presenza di vari remix. L'8 settembre è stato pubblicato come quarto singolo Valore assoluto.
In Spagna il singolo estratto è stato Podríamos regresar.
La versione italiana dell'album è stata pubblicata in formato CD e anche in formato LP: in edizione normale a tiratura limitata a duemila e in edizione con vinile di colorazione blu a tiratura limitata a mille copie disponibile solo su Amazon.com. Un'ulteriore edizione limitata è stata distribuita esclusivamente presso MediaWorld e offre un cofanetto contenente l'album nei formati CD, LP e musicassetta e nove cartoline fotografiche.
Per la promozione dell'album, Tiziano Ferro rimane impegnato da giugno a luglio 2017 nella tournée Tiziano Ferro Tour 2017, composta da tredici date negli stadi italiani.
Il 10 novembre viene pubblicato in Italia Il mestiere della vita Urban vs Acoustic, edizione speciale dell'album contenente un secondo CD con una selezione di brani nuovamente arrangiati in versione urban e acustica e quattro bonus track: un'inedita versione di Valore assoluto in duetto con Levante, un remix dello stesso brano, il singolo No Vacancy in collaborazione con gli OneRepublic e la reinterpretazione del brano Mi sono innamorato di te di Luigi Tenco, eseguita nel corso della prima serata del Festival di Sanremo 2017. Il secondo CD è stato inoltre pubblicato separatamente in formato vinile e per il download digitale. Un'edizione limitata distribuita solo su Amazon racchiude entrambi i dischi nei formati LP e CD.
Il 17 novembre viene estratto dall'album originale il quinto singolo Il mestiere della vita e il 2 febbraio 2018 il sesto e ultimo singolo "Solo" è solo una parola.

## Tracce

### Il mestiere della vita
1. Epic – 2:55 (testo: Tiziano Ferro, Claudia Nahum – musica: Tiziano Ferro, Michele Canova Iorfida)
2. "Solo" è solo una parola – 3:42 (Tiziano Ferro)
3. Il mestiere della vita – 3:18 (testo: Tiziano Ferro, Alex Vella – musica: Tiziano Ferro, Alex Vella, Davide Simonetta)
4. Valore assoluto – 3:48 (Tiziano Ferro, Emanuele Dabbono)
5. Il conforto (con Carmen Consoli) – 3:56 (testo: Tiziano Ferro, Emanuele Dabbono – musica: Emanuele Dabbono)
6. Lento/Veloce – 3:19 (testo: Tiziano Ferro – musica: Emanuele Dabbono)
7. Troppo bene (per stare male) – 3:57 (Tiziano Ferro)
8. My Steelo (feat. Tormento) – 3:39 (testo: Tiziano Ferro, Massimiliano Cellamaro – musica: Tiziano Ferro)
9. Potremmo ritornare – 3:29 (testo: Tiziano Ferro – musica: Michael Tenisci, Tiziano Ferro)
10. Ora perdona – 3:41 (Tiziano Ferro)
11. Casa è vuota – 3:30 (James Morales, Matthew Morales, Julio David Rodriguez, Melanie Joy Fontana – testo italiano: Tiziano Ferro)
12. La tua vita intera – 3:28 (testo: Tiziano Ferro – musica: Michele Canova, Elise Legrow)
13. Quasi quasi – 3:45 (testo: Silvina Magari, Tiziano Ferro – musica: Silvina Magari)

Il mestiere della vita Urban vs Acoustic – CD bonus nell'edizione speciale
1. Ora perdona (Urban) – 4:18
2. "Solo" è solo una parola (Urban) – 3:42
3. La tua vita intera (Urban) – 3:24
4. Valore assoluto (feat. Levante) – 3:51
5. Potremmo ritornare (Acoustic) – 3:30
6. Lento/Veloce (Urban) – 3:23
7. Il conforto (Urban) – 3:50
8. Il mestiere della vita (Acoustic) – 3:24
9. Mi sono innamorato di te – 3:02
10. Valore assoluto (Printz Board RMX) – 4:21
11. No Vacancy (with OneRepublic) – 3:43
12. A ti te cuido yo (Lento/Veloz) (feat. Dasoul) – 3:35

### El oficio de la vida
1. Épico – 2:55 (testo: Tiziano Ferro, Claudia Nahum - adattamento spagnolo: Diego Galindo Martínez – musica: Tiziano Ferro, Michele Canova Iorfida)
2. "Sólo" es sólo una palabra – 3:42 (Tiziano Ferro - adattamento spagnolo: Diego Galindo Martínez)
3. El oficio de la vida (feat. Vanesa Martín) – 3:18 (testo: Tiziano Ferro, Alex Vella - adattamento spagnolo: Vanesa Martín – musica: Tiziano Ferro, Alex Vella, Davide Simonetta)
4. Valor absoluto – 3:48 (Tiziano Ferro, Emanuele Dabbono - adattamento spagnolo: Diego Galindo Martínez)
5. Podríamos regresar – 3:29 (testo: Tiziano Ferro - adattamento spagnolo: Diego Galindo Martínez – musica: Michael Tenisci, Tiziano Ferro)
6. Lento/Veloz – 3:19 (testo: Tiziano Ferro - adattamento spagnolo: Diego Galindo Martínez – musica: Emanuele Dabbono)
7. Troppo bene (per stare male) – 3:57 (Tiziano Ferro)
8. Casi (feat. Silvina Magari) – 3:45 (Silvina Magari)
9. El consuelo – 3:56 (testo: Tiziano Ferro, Emanuele Dabbono - adattamento spagnolo: Diego Galindo Martínez – musica: Emanuele Dabbono)
10. My Steelo (feat. Tormento) – 3:39 (testo: Tiziano Ferro, Massimiliano Cellamaro – musica: Tiziano Ferro)
11. Tu vida entera – 3:28 (testo: Tiziano Ferro - adattamento spagnolo: Diego Galindo Martínez – musica: Michele Canova, Elise Legrow)
12. Casa è vuota – 3:30 (James Morales, Matthew Morales, Julio David Rodriguez, Melanie Joy Fontana – testo italiano: Tiziano Ferro)
13. Ora perdona – 3:41 (Tiziano Ferro)

## Formazione
- Tiziano Ferro – voce, arrangiamenti vocali
- Michael Landau – chitarra elettrica, chitarra acustica
- Tim Pierce – chitarra elettrica, chitarra acustica
- Davide Tagliapietra – chitarra elettrica, tastiera, programmazione
- Reggie Hamilton – basso
- Alex Alessandroni Jr. – pianoforte, tastiera, Fender Rhodes
- Michele Canova Iorfida – sintetizzatore, sintetizzatore modulare, tastiera, programmazione
- Christian "Noochie" Rigano – tastiera, sintetizzatore, programmazione
- Gary Novak – batteria

## Classifiche

### Classifiche settimanali
| Classifica (2016) | Posizione massima |
| ----------------- | ----------------- |
| Belgio (Vallonia) | 52                |
| Italia            | 1                 |
| Svizzera          | 4                 |

### Classifiche di fine anno
| Classifica (2016) | Posizione |
| ----------------- | --------- |
| Italia            | 2         |
| Italia (vinili)   | 18        |
| Classifica (2017) | Posizione |
| Italia            | 6         |